# Ройзман, Бернард
Бернард Ройзман (англ. Bernard Roizman, род. 17 апреля 1929, Кишинёв) — американский вирусолог, почётный профессор (Distinguished Service Professor) вирусологии в отделениях микробиологии, биохимии, молекулярной биологии и цитологии Чикагского университета. Пионер изучения вируса простого герпеса и один из основателей молекулярной эпидемиологии.

## Биография
Родился в 1929 году в Кишинёве (тогда столица Бессарабии в составе Румынии) в семье Абрама Берковича Ройзмана (1895—1978) и Людмилы Азриелевны Ройзман (урождённой Шейнберг, 1906—2003). Отец владел небольшим ткацким цехом, где занимался производством перчаток, шарфов и свитеров, после установления советской власти работал бухгалтером. После окончания начальной школы в 1939 году был принят в румынскую гимназию, а после просоединения Бессарабии к СССР в следующем году продолжил обучение в средней школе. С началом Великой Отечественной войны семья эвакуировалась в Марксштадт и летом 1942 года в Джамбул, в 1944 году вскоре после освобождения города вернулась в Кишинёв, откуда переехала в Черновцы. Здесь Ройзман продолжил учёбу в средней школе.
8 августа 1945 года по поддельным документам как бывшие польские граждане семья репатриировалась в Польшу (Катовице), оттуда через Прагу и Будапешт попала в зону британской оккупации Австрии, в декабре 1945 года была переправлена в лагерь для перемещённых лиц в Грульяско, где благодаря знанию языков Бернард устроился переводчиком с русского, идиша, румынского и украинского языков на английский. В 1946 году при поддержке Джойнта продолжил обучение в частной школе в Турине, затем начал изучать юриспруденцию. 7 декабря 1947 года на корабле «Saturnia» семья прибыла в Нью-Йорк и была размещена в Филадельфии.
После окончания Университета Темпл (1949—1954) получил степень доктора наук в Школе санитарной гигиены и здравоохранения Университета Джонса Хопкинса (1956) со специализацией в вирусологии. Преподавал в Университете Джонса Хопкинса (ассистент профессора в 1958 году), в 1961—1962 годах стажировался в лаборатории Андре Львова в Институте Пастера. В 1965 году был назначен доцентом отделения вирусологии Чикагского университета (с 1969 года профессор), заведовал лабораторией онковирусологии. В 1985—1988 годах заведовал отделением молекулярной генетики и цитологии этого университета. В 1981 году был одним из организаторов Американского общества вирусологии.
Основные научные труды в области экспрессии генов, мутагенеза, генетической инженерии и молекулярной эпидемиологии вируса простого герпеса.
Член Национальной академии наук США (1979), Американской академии искусств и наук (1991), Американской академии микробиологии Американского общества микробиологии (1992), Национальной академии медицины США (2001), Американской ассоциации содействия развитию науки (2004), почётный член Венгерской академии наук (1995), иностранный член Китайской академии инженерии (2000). Почётный доктор (honoris causa) Шаньдунской академии медицины (1985), Губернаторского университета Иллинойса (1984), Университета Феррары (1991), Парижского университета (1997), Вальядолидского университета (2001), Медицинского колледжа Пекина (2002), Шаньдунского университета (2003), Университета Циндао (2003).
Награждён Международной премией Дж. Эллина Тайлора по медицине (1997), премией Бристол-Майерс Скуибб (1998) за выдающиеся достижения в области изучения инфекционных заболеваний и премией Зельмана Ваксмана по микробиологии Национальной академии наук США (2017).
Был главным редактором журнала «Journal of Infectious Agents and Disease» (1992—1996), членом редколлегии журналов «Journal of Virology», «Intervirology», «Archives of Virology», «Virology», «Microbiologica», «Cell», «The Journal of Hygiene», «Gene Therapy» и «Wiley Encyclopedia of Molecular Medicine» (2002). Один из редакторов переиздававшегося двухтомного учебника «Fields Virology» (первоначально «Fundamentals of Virology»).

## Книги
- Genetic Variation of Viruses. Peter Palese and Bernard Roizman (editors). Annals of the New York Academy of Sciences, 1980. — 507 p.
- The Herpesviruses. Bernard Roizman (editor). In 4 volumes. Springer, 1982—1985. — 445 p., 458 p., 432 p. & 458 p.
- Human Herpes Virus Infections: Pathogenesis, Diagnosis, and Treatment. Carlos Lopez, Bernard Roizman (editors). Raven Press, 1986. — 304 p.
- Immunobiology and Prophylaxis of Human Herpesvirus Infections. Carlos Lopez, Ryoichi Mori, Bernard Roizman, Richard J. Whitley (editors). Springer, 1990. — 306 p.
- The Human Herpesviruses. Bernard Roizman, Richard J. Whitley, Carlos López (editors). Raven Press, 1993. — 433 p.
- Infectious Diseases in an Age of Change: The Impact of Human Ecology and Behavior on Disease Transmission. Bernard Roizman (editor). The National Academy of Sciences Press, 1995. — 272 p.
- Human Herpesviruses: Biology, Therapy, and Immunoprophylaxis.  Ann Arvin, Gabriella Campadelli-Fiume, Edward Mocarski, Patrick S. Moore, Bernard Roizman, Richard Whitley, Koichi Yamanishi (editors). Cambridge University Press, 2007. — 1408 p.
- From the Hallowed Halls of Herpesvirology: A Tribute to Bernard Roizman. John A Blaho, Joel Baines (editors). World Scientific Publishing Company, 2012. — 728 p.